# محوطه منبره
محوطه منبره مربوط به دوران‌های تاریخی پس از اسلام است و در شهرستان بوئین‌زهرا، روستای منبره واقع شده و این اثر در تاریخ ۲۵ خرداد ۱۳۸۱ با شمارهٔ ثبت ۵۷۳۶ به‌عنوان یکی از آثار ملی ایران به ثبت رسیده است.